# Панов, Константин Степанович
Константин Степанович Пано́в (род. 1925) — трёхкратный чемпион СССР по дуэльной стрельбе (1949—1953), рекордсмен Вооруженных Сил СССР, многократный чемпион Карело-Финской ССР, Карельской АССР по стрельбе, полковник в отставке. Почётный гражданин Республики Карелия (2023).

## Биография
Участник Великой Отечественной войны, окончил Хабаровское стрелково-минометное училище. День Победы 9 мая 1945 года командир взвода 35-й гвардейской стрелковой дивизии 8-й гвардейской армии младший лейтенант Панов встретил в Берлине.
В 1949 году на первенстве группы войск в Германии стал абсолютным чемпионом по стрельбе. В выполнении упражнения из армейской винтовки с открытого прицела из положения «лежа с руки» на дистанции 300 м он выбил 195 очков, что на 7 очков выше мирового рекорда. За этот результат Панов был награждён главнокомандующим группы советских войск в Германии маршалом Чуйковым двуствольным охотничьим ружьем с дарственной надписью.
С 1950 года проживает в Петрозаводске. Мастер спорта СССР (1951).
На первенстве округа по стрельбе в упражнении 5 на 5 «лежа с руки» и «лежа с упора» с армейской винтовки показал результат 96 очков — рекорд СССР.
В 1976 году вышел в отставку, до 2005 года работал инструктором стрелково-спортивного клуба ДОСААФ.